# Challenge Tour 2002/03
Die Challenge Tour 2002/03 war eine Serie von Snookerturnieren, die vom professionellen Weltverband parallel zur Saison 2002/03 der Snooker Main Tour ausgetragen wurde. Die 128 Teilnehmer konnten an den vier eigenen Challenge-Tour-Turnieren sowie an der Qualifikation der Snookerweltmeisterschaft 2003 teilnehmen, hinzu kam für viele Spieler noch die Benson and Hedges Championship 2002. Die Ergebnisse der vier Challenge-Tour-Turniere und der WM-Qualifikation wurden in Punkte umgewandelt, mit denen am Ende eine Gesamtwertung erstellt wurde. Die „zweitklassige“ Tour des Profisnookers diente hauptsächlich als Qualifikationsweg für die Touren der nächsten Saison, allen voran für die Main Tour 2003/04.

## Struktur
Nachdem mit der Saison 2001/02 bereits die Anzahl der Spieler auf der Snooker Main Tour reduziert worden war, folgte zur Saison 2002/03 auch die Challenge Tour. Statt 160 Spielern standen diesmal nur 128 Spieler im Starterfeld. Wie in den letzten Ausgaben war die Challenge Tour 2002/03 die „zweitklassige Tour“ des Profisnookers, die parallel zur entsprechenden Main-Tour-Saison ausgetragen wurde. Die 128 Challenge-Tour-Spieler hatten sich für die Teilnahme an der Turnierserie über verschiedene Wege qualifizieren müssen. 64 Startplätze wurden an die besten, nicht anderweitig qualifizierten Spieler der Challenge Tour 2001/02 vergeben, analog wurden auch 16 Plätze über die WSA Open Tour 2001/02 vergeben. Weitere 32 Startberechtigungen gingen an die nicht für die nächste Saison qualifizierten Spieler der Main Tour 2001/02. Die übrigen 16 Spieler qualifizierten sich über verschiedene Wege wie internationale Turniere (sechs Spieler), die 2002 ausgetragenen „National Play-Offs“ (vier Spieler) bzw. die „Junior Play-Offs“ (zwei Spieler) und Wildcards des professionellen Weltverbandes (vier Spieler). Für den Fall, dass ein Spieler seinen Startplatz ausschlug, stand der jeweils nächste in Frage kommende Spieler des gleichen Qualifikationsweges als Ersatz bereit.
Die Challenge Tour 2002/03 bestand aus vier exklusiv für die Challenge-Tour-Spieler ausgetragenen Events, die im K.-o.-System an verschiedenen Orten im Vereinigten Königreich ausgespielt wurden. Je nach Ergebnis erhielten die Spieler Preisgelder und vor allem Punkte, die am Ende in eine „Order of Merit“ genannte Rangliste einflossen. Daneben konnten die Challenge-Tour-Spieler auch an der Qualifikation der Snookerweltmeisterschaft 2003 teilnehmen, eigentlich ein Main-Tour-Turnier, das aber das wichtigste Turnier des professionellen Snookers war. Auch dort konnten sie Punkte für die Order of Merit gewinnen, die allerdings nach einem anderen Schlüssel als bei den Challenge-Tour-Events vergeben wurde. Gleichwohl unterschied er sich auch vom dortigen Punkteschlüssel der Main-Tour-Spieler. Über die Order of Merit als Endwertung der Tour wurden am Ende die Qualifikationsplätze für die Main Tour 2003/04 und die Challenge Tour 2003/04 vergeben.
Abgesehen davon konnten viele Challenge-Tour-Spieler auch an der Qualifikation der Benson and Hedges Championship 2002 teilnehmen, dem Qualifikationsturnier für einen freien Platz im Masters 2003. Dort konnten allerdings keine Punkte für die Order of Merit gewonnen werden, wenngleich Preisgelder vergeben wurden.
Die folgende Tabelle zeigt den Preisgeld- und Punkteschlüssel für die Challenge-Tour-Events.
| Runde     | Sieger  | Finalist | Halbfinalist | Viertelfinalist | Letzte 16 | Letzte 32 | Letzte 64 | Letzte 128 | Höchstes Break | insg. (Anm. 1) |
| Punkte    | 2500    | 2050     | 1750         | 1450            | 1150      | 900       | 650       | 400        | –              | 3850           |
| Preisgeld | 5.000 £ | 2.500 £  | 1.000 £      | 500 £           | 300 £     | 200 £     | 100 £     | –          | 500 £          | 20.800 £       |

Der Punkteschlüssel für die WM-Qualifikation wird in der folgenden Tabelle dargestellt. Gezeigt werden nur jene Runden, die am Ende auch tatsächlich von Challenge-Tour-Spielern erreicht wurden. Der gleiche Punkteschlüssel wurde auch bei Amateuren angewandt, die bereits vor den Challenge-Tour-Spielern starteten. Amateure hatten damals ebenfalls die Möglichkeit, an der Qualifikation der Profi-WM teilzunehmen, sofern sie Mitglied des professionellen Weltverbandes waren. Diese Spieler wurden am Ende ebenfalls in die offizielle Endwertung der Challenge Tour aufgenommen.
|        | Main-Tour-Phase | Main-Tour-Phase | Main-Tour-Phase | Main-Tour-Phase | Main-Tour-Phase | Challenge-Tour-Phase | Challenge-Tour-Phase | Challenge-Tour-Phase | Challenge-Tour-Phase | Amateurphase | Amateurphase | Amateurphase |
| Runde  | Letzte 64       | Letzte 80       | Letzte 96       | Letzte 128      | Letzte 136      | Runde 4              | Runde 3              | Runde 2              | Runde 1              | Vorrunde 3   | Vorrunde 2   | Vorrunde 1   |
| Punkte | 4500            | 3750            | 3075            | 2625            | 2175            | 1725                 | 1350                 | 975                  | 600                  | 300          | 150          | 75           |

## Events
Wie oben beschrieben fanden insgesamt vier eigene Challenge-Tour-Events statt. Die folgende Tabelle gibt einen Überblick über diese vier Turniere.
| Nr. | Datum               | Austragungsort                    | Sieger         | Ergebnis | Finalist         |
| --- | ------------------- | --------------------------------- | -------------- | -------- | ---------------- |
| 1   | 2. bis 7. November  | Mansfield – Towers Snooker Club   | Chris Melling  | 6:2      | Tom Ford         |
| 2   | 15. bis 20. Februar | Swindon – Jesters Snooker Club    | Adrian Rosa    | 6:5      | Stuart Mann      |
| 3   | 15. bis 20. März    | Swindon – Jesters Snooker Club    | Michael Rhodes | 6:5      | Luke Simmonds    |
| 4   | 16. bis 22. Mai     | Prestatyn – Pontin’s-Ferienresort | Kurt Maflin    | 6:2      | James Leadbetter |

Das beste Ergebnis eines Challenge-Tour-Spielers bei der Benson and Hedges Championship 2002 erzielte Mehmet Husnu, der bis ins Finale kam. Da er aber dem Engländer Mark Davis mit 6:9 unterlag, verpasste er eine Teilnahme am Masters 2003. In der Qualifikation der Snookerweltmeisterschaft 2003 konnte Martin Gould bis in die vorletzte Qualifikationsrunde (letzte 64 Spieler) und Tom Ford bis in die drittletzte Qualifikationsrunde kommen, was beide an die Spitze der Endwertung katapultierte.

## Rangliste
Die offizielle Rangliste wurde wie oben beschrieben aus den bei den Challenge-Tour-Events und der WM-Qualifikation gewonnenen Ranglistenpunkten errechnet. Neben den 128 Challenge-Tour-Spieler umfasste sie auch 21 Amateure, die an der WM-Qualifikation teilgenommen hatten. Von daher standen insgesamt 149 Spieler auf der Endwertung. Über die Endwertung wurden auch die Qualifikationsplätze für die nächste Saison vergeben. Die besten 25 Spieler qualifizierten sich für die Main Tour 2003/04, die nächsten 64 Spieler durften an der nächsten Challenge Tour teilnehmen. Die folgende Tabelle zeigt die Top 32 der offiziellen „Order of Merit“.
| Platz | Spieler            | Punkte |
| ----- | ------------------ | ------ |
| 1     | Martin Gould       | 8150   |
| 2     | Tom Ford           | 7750   |
| 3     | Chris Melling      | 7075   |
| 4     | Michael Rhodes     | 6975   |
| 5     | Kurt Maflin        | 6600   |
| 6     | Paul Sweeny        | 6375   |
| 7     | Scott MacKenzie    | 6025   |
| 8     | Ian Preece         | 5925   |
| 9     | James Leadbetter   | 5850   |
| 10    | Luke Simmonds      | 5850   |
| 11    | Adrian Rosa        | 5600   |
| 12    | Gary Thomson       | 5150   |
| 13    | Ian Brumby         | 4950   |
| 14    | Michael Wild       | 4950   |
| 15    | Steven Bennie      | 4925   |
| 16    | Stuart Mann        | 4850   |
| 17    | Joe Delaney        | 4825   |
| 18    | Joe Meara          | 4825   |
| 19    | Stephen Croft      | 4800   |
| 20    | Carlo Giagnacovo   | 4750   |
| 21    | Mehmet Husnu       | 4750   |
| 22    | Ian Sargeant       | 4675   |
| 23    | Philip Williams    | 4575   |
| 24    | Darryn Walker      | 4575   |
| 25    | Andy Neck          | 4525   |
| 26    | David McDonnell    | 4425   |
| 27    | Craig MacGillivray | 4425   |
| 28    | Tony Knowles       | 4325   |
| 29    | Sunit Vaswani      | 4325   |
| 30    | Craig Taylor       | 4250   |
| 31    | Steve Meakin       | 4250   |
| 32    | David Grimwood     | 4125   |